# Bohuslaus von Zwole
Bohuslaus von Zwole (tschechisch Bohuslav (Bohuš) ze Zvole; † 31. Juli 1457) war Bischof von Olmütz.

## Leben
Bohuslaus entstammte einem mährischen Rittergeschlecht. Sein Vater Markwart von Zwole war Bruder des Olmützer Bischofs Konrad von Zwole.
Schon 1431 erhielt Bohuslaus ein Kanonikat im Kollegiatkapitel St. Peter in Brünn, wo er auch Propst wurde. Ab 1439 studierte er in Wien und promovierte zum Dr. iur. utr. Anschließend wurde er Pfarrer in Jamnitz und 1447 Kanoniker und Generalvikar in Olmütz, wo er für 1446 als Offizial nachgewiesen ist und 1451 Kapitelsdekan wurde. Zudem besaß er Kanonikate in Salzburg, St. Stephan in Wien sowie bei Hl. Kreuz in Breslau.
Nach dem Tod des Olmützer Bischofs Johannes XIII. Haes wurde Bohuslaus von Zwole zu dessen Nachfolger gewählt. Der päpstlichen Bestätigung vom 16. August 1454 folgte am 12. Januar 1455 die Bischofsweihe in der Breslauer Johanneskirche.
Die mit den Kompaktaten übernommene Verpflichtung, auch utraquistischen Priesterkandidaten die Priesterweihe zu erteilen, soll Bohuslaus erfüllt haben. 1455 übertrug König Ladislaus Postumus Bohuslaus von Zwole und dem mährischen Landeshauptmann, dem Utraquisten Jan Tovačovský von Cimburg sowie einem weiteren Baron die mährische Landesverwaltung.
Nachdem Papst Kalixt III. König Ladislaus am 16. September 1455 aufforderte, die von Kaiser Sigismund und König Albrecht an die Hussiten verpfändete bischöfliche Stadt Kremsier der Kirche zurückzugeben, ermächtigte der König Bohuslaus von Zwole zur Einlösung der bischöflichen Güter. Der Rückkauf von Kremsier gelang Bohuslaus zwar 1456, wegen der anhaltenden finanziellen Schwierigkeiten musste er die Stadt jedoch schon bald wieder verpfänden.